# Saint-Pierre-de-Lamy
Saint-Pierre-de-Lamy es un municipio canadiense situado en la provincia de Quebec.

## Superficie
Saint-Pierre-de-Lamy tiene una superficie de 110,63 km².

## Demografía
En 2021, tenía 122 habitantes, una densidad poblacional de 1,1 hab./km², y 100 viviendas.